# لويس أوجين روبرت
لويس أوجين روبرت (بالفرنسية: Louis Eugène Robert)‏ هو عالم حشرات وسياسي فرنسي، ولد في 6 ديسمبر 1806 في ميدون في فرنسا، وتوفي في 28 مايو 1882 في فرنسا. انتخب رئيس بلدية ‏ ميدون (1870 – 1871).